# Bihar
|  | Per a altres significats, vegeu «Bihar (desambiguació)». |

Bihar (en hindi: बिहार; en urdú: بہار) és un dels estats de l'Índia a la part oriental. És el dotzè estat en superfície amb 99.200 km², i el tercer en població amb 82.998.509 habitants (2001).

## Geografia
El territori de Bihar és generalment pla, excepte a Monghyr amb les serres de Rajmahal i Santal. L'altura màxima és el Moher de 520 metres al districte de Gaya. El riu principal és el Ganges, que parteix l'estat en dos parts, i els seus afluents: Gogra, Gandak, Kusi, Mahananda (al nord) i el riu Son (Soane) al sud. Un altre riu més modest és el Dhanauti, de 182 km, un afluent del Gran Gandak que neix al Nepal i corre cap a l'estat de Bihar a l'Índia, fins al Ganges. El Canal de Bihar per reg i navegació inclou els canals principals dels rius Son, Arrah, i Baxar, amb diverses branques menors.
Altres rius menys importants són: Rohini, que neix a les serralades de Laxmipur i Nichlaul. El riu Mechi, afluent del Mahananda. El Gobra i el Dahuk, connectats per canals artificials. El Bakra i el Parmaan, que circulen propers.

## Història
Al segle vi aC fou un gran centre budista que va expandir aquesta religió cap a Ceilan, la Xina i Tibet. Fou part del regne de Magadha, que va florir al segle iv aC i fins al segle V dC. En aquest regne a la cort a Pataliputra (segurament al lloc de la moderna Patna), va estar Megàstenes com a representant del rei selèucida Seleuc I Nicàtor.
Al segle viii va passar a la dinastia Pala fins al segle xii, quan es va descompondre pels atacs de la dinastia Sena. Els Pala van tenir capital a Pataliputra (suposada Patna). Els Sena van ser eliminats pels musulmans al segle següent.
Va caure en mans dels musulmans al segle xiii i va quedar integrat dins del sultanat de Delhi. Sota Sher Shah Suri, que va enderrocar Humayun, el sobirà de la dinastia mogol instal·lada feia poc pel seu pare Baber, es va establir altre cop la capital a Patna, i va dominar l'Índia, però la seva dinastia no va durar i els mogols van ser restaurats. El 1557 va passar junt amb Bengala a Akbar el Gran, i en els següents anys va ser una de les tres suba o províncies del virregnat de Bengala. En l'arranjament de 1582, Tobar Mai la va dividir en 8 sarkars.
Amb la decadència mogol, els nawabs de Bengala dominaven la regió. El príncep mogol Azim-us-Shan, net d'Aurangzeb, fou nomenat governador de Patan el 1703 i la va rebatejar com Azimabad (1704). Després de la batalla de Buxar, el 1764 la regió va passar amb Bengala a la Companyia Britànica de les Índies Orientals el 1765 quan l'emperador va cedir els drets i administració de les rendes de la província de Bengala i part d'Oduh.
Va romandre en poder britànic des de llavors. El 1857 es va revoltar a la zona Babu Kunwar Singh de Jagdishpur.
Sota domini britànic fou part de la presidència de Bengala, on va constituir en una de les quatre províncies de la presidència (junt amb Bengala, Orissa i Chota Nagpur). La subdivisió de Bihar tenia el 1881 uns 2.054 km² i una població de 628.767 habitants en 793 pobles. El 1901 la superfície era la mateixa i la població havia baixat a 602.907 habitants.
La capital de la subdivisió era Bihar (ciutat).
El 1912 les províncies de Bihar i Orissa foren unides en una sola entitat totalment separada de Bengala. El 1935 Bihar i Orissa es van separar i van formar dues províncies i van restar així fins al 1947.
En l'Índia independent Bihar va seguir com una de les províncies, les quals van esdevenir estats federals (1950). El 2000 se'n va separar una part per formar l'estat de Jharkhand.
La política de l'estat fou dominada fins a la mort de Srikrishna Sinha pel Partit del Congrés (INC) que encara va romandre al poder fins al 1967, quan va formar coalició amb el partit d'esquerra Soshit Dal i van seguir coalicions fins al 1977 quan va pujar al poder el partit Janata; entremig alguns períodes de govern presidencial fins al 1980 quan el Congrés (Indira) va retornar al poder i hi va seguir, ja reunificat, el 1985. El 1990 va vèncer el Janata Dal; el 1997 va triomfar un partit regionalista encapçalat per una dona que amb coalició va romandre al poder fins al 2005 quan el ministre principal va sortir del socialdemòcrata Partit Popular-Unitat (Janata Dal-United) sorgit el 2003 de la fusió del Janata Dal i el Partit Socialista (SP).

## Governadors de Bihar
de Bihar i Orissa
Lloctinents
- 1912 - 1915 Sir Charles Stuart Bayley
- 1915 - 1918 Sir Edward Albert Gait
- 1918 Sir Edward Vere Levinge (interí)
- 1918 - 1920 Sir Edward Albert Gait

Governadors
- 1920 - 1921 Satyendra Prasanna Sinha, Baró Sinha de Raipur
- 1921 - 1922 Havilland Le Mesurier (interí)
- 1922 - 1927 Sir Henry Wheeler
- 1927 - 1932 Sir Hugh Lansdowne Stephenson
- 1932 - 1936 Sir James David Sifton

de Bihar
Governadors
- 1936 - 1937 Sir James David Sifton
- 1937 - 1939 Sir Maurice Garnier Hallett
- 1939 - 1943 Sir Thomas Alexander Stewart
- 1943 Sir Thomas George Rutherford
- 1943 - 1944 Sir Robert Francis Mudie (interí)
- 1944 - 1946 Sir Thomas George Rutherford
- 1946 - 1947 Sir Hugh Dow
- 1947 Jairamdas Daulatram
- 1948 - 1952 Madhavrao Srihari Aney
- 1952 - 1957 Ranganath Ramachandra Diwakar
- 1957 - 1962 Zakir Husain
- 1962 - 1967 M. Ananthasayanam Ayyangar
- 1967 - 1971 Nityanand Kanungo
- 1971 - 1973 Dev Kanth Borooah
- 1974 - 1976 R.D. Bhandare
- 1976 - 1979 Jagannath Kaushal
- 1979 - 1985 Akhlaqur Rahman Kidwai
- 1985 - 1988 Pendekanti Venkatasubbaiah
- 1988 - 1989 Govind Narayan Singh
- 1989 - 1990 Jagannath Pahadia
- 1990 - 1991 Mohammad Yunus Saleem
- 1991 B. Satyanarayan Reddy
- 1991 - 1993 Mohammed Shafi Qureshi
- 1993 - 1998 Akhlaqur Rahman Kidwai
- 1998 - 1999 Sunder Singh Bhandari
- 1999 Brij Mohan Lal (interí)
- 1999 - 1999 Suraj Bhan
- 1999 - 2003 Vinod Chandra Pande
- 2003 - 2004 M. Rama Jois
- 2004 - 2004 Ved Marwah
- 2004 - 2006 Buta Singh
- 2006 - 2006 Gopalkrishna Gandhi
- 2006 - 2008 R.S. Gavai
- 2008 - Raghunandan Lal Bhatia

Ministres principals
- 1937 - 1939 Srikrishna Sinha, INC.
- 1939 - 1946 Governadors de Bihar.
- 1946 - 1961 Srikrishna Sinha, INC.
- 1961 Deep Narayan Singh, INC.
- 1961 - 1963 Pandit Binodananda Jha, INC.
- 1963 - 1967 Krishna Ballabh Sahay, INC.
- 1967 - 1968 Mahamaya Prasad Sinha, Soshit Dal.
- 1968 Satish Prasad Sinha, Soshit Dal.
- 1968 Bindeyyeshwari Prasad Mandal, Soshit Dal.
- 1968 - 1968 Bhola Paswan Shastri, INC.
- 1968 Govern presidencial.
- 1969 Harihar Prasad Singh, INC.
- 1969 Bhola Paswan Shastri,INC.
- 1969 - 1970 Govern presidencial.
- 1970 - 1970 Daroga Prasad Rai, INC.
- 1970 - 1971 Karpoori Thakur, Bharatiya Kranti Dal (Partit Revolucionari Indi).
- 1971 - 1972 Bhola Paswan Shastri, INC.
- 1972 Govern presidencial.
- 1972 - 1973 Kedar Pandey, INC.
- 1973 - 1975 Abdul Ghafoor, INC.
- 1975 - 1977 Jagannath Mishra, INC.
- 1977 - 1977 Govern presidencial.
- 1977 - 1979 Karpoori Thakur, Partit Janata.
- 1979 - 1980 Ram Sundar Das, Partit Janata.
- 1980 Govern presidencial.
- 1980 - 1983 Jagannath Mishra, INC-I.
- 1983 - 1985 Chandra Shekhar Singh, INC-I.
- 1985 - 1988 Bindeshwari Dubey, INC.
- 1988 - 1989 Bhagwat Jha Azad, INC.
- 1989 Satyendra Narain Sinha, INC.
- 1989 - 1990 Jagannath Mishra, INC.
- 1990 - 1995 Laloo Prasad Yadav, Janata Dal.
- 1995 Govern presidencial.
- 1995 - 1997 Laloo Prasad Yadav, Janata Dal.
- 1997 - 1999 Rabri Devi Yadav (primera dona), Rashtriya Janata Dal (Partit nacional del Poble, regionalista).
- 1999 Govern presidencial.
- 1999 - 2000 Rabri Devi Yadav, Rashtriya Janata Dal (Partit nacional del Poble, regionalista).
- 2000 Nitish Kumar, Janata Dal.
- 2000 - 2005 Rabri Devi Yadav, Rashtriya Janata Dal (Partit nacional del Poble, regionalista).
- 2005 Govern presidencial.
- 2005 - Nitish Kumar, Janata Dal-United